# Burglay
Die Burglay, bzw. Auf der Burglay ist die Lagebezeichnung einer befestigten, römischen Höhensiedlung an der Mittelmosel, in der Ortsgemeinde Minheim, Rheinland-Pfalz. Die in einer exponierten Lage, 105 m über dem Talboden, auf einem leicht zu verteidigenden Bergsporn befindliche Stätte war während des 4. und in der 1. Hälfte des 5. Jahrhunderts n. Chr. bewohnt. Sie wird entweder als eine militärische Abschnittsbefestigung des Schutzsystems der damaligen kaiserlichen Residenzstadt Trier interpretiert oder als ein repräsentativer ländlicher Zweitsitz einer lokalen Elite in dieser damals wirtschaftlich sehr aktiven Region, in dem zeitweilig auch Militärangehörige Posten bezogen.

## Lage und Aufbau

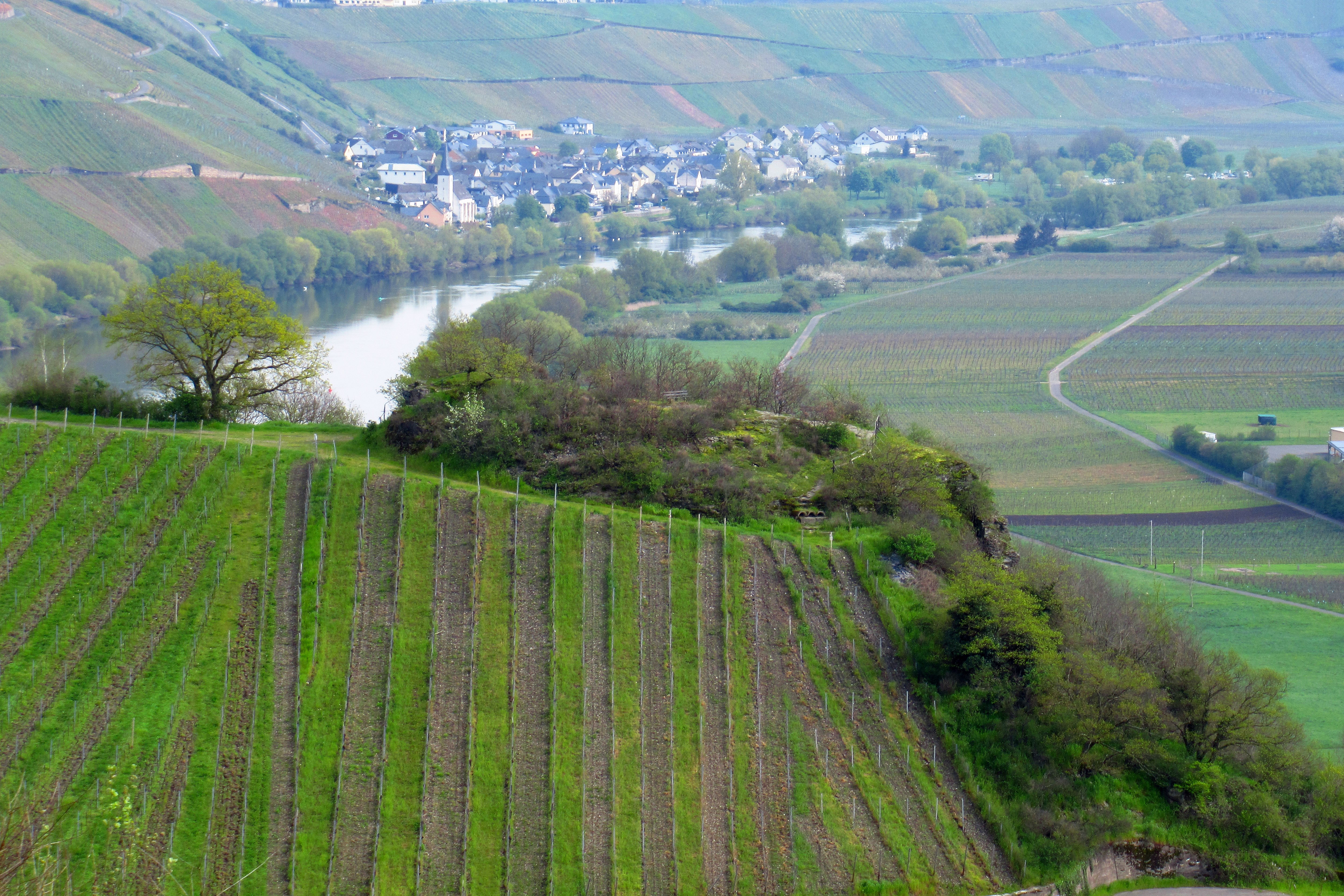
Der Bergsporn der Burglay von Südwesten, bewirtschaftet mit Weinbergen (Lagenname Am Zentigraben).

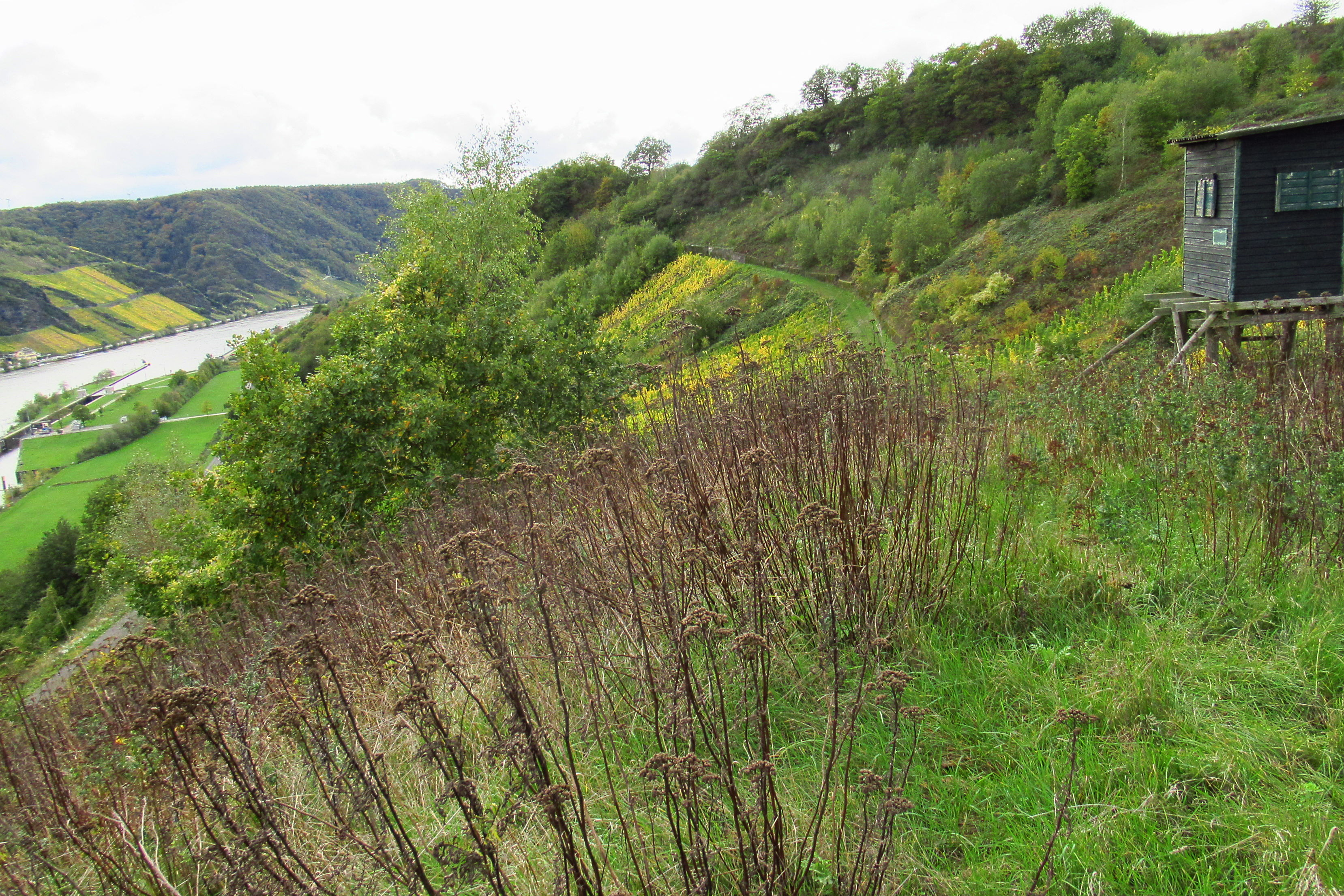
Der praktisch unzugängliche Nordosthang der Burglay (Lagenname Im Zinkwald).

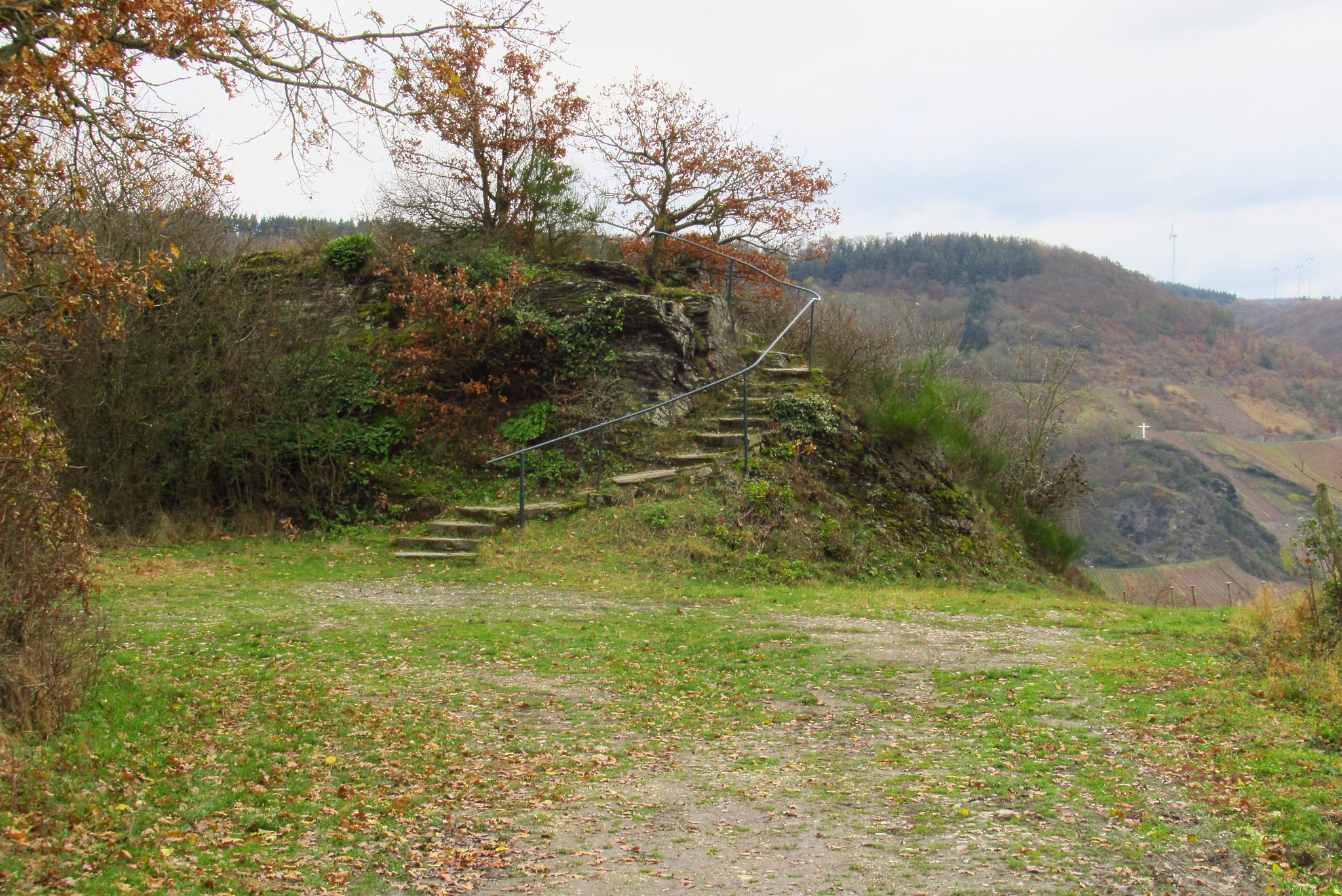
Die Nordseite der Burglay. Hier befand sich der Eingang der Höhensiedlung der durch einen Abschnittsgraben, dem im 19. Jh. sogenannten Schanzengraben, und eine Palisade geschützt war.

Die Burglay befindet sich in einer für die Mosel typischen Talmäanderlandschaft in der sich entlang des Flussufers sanfte Gleit- und steile Prallhänge abwechseln. Der Ort liegt auf einem Bergausläufer am oberen, nördlichen Ende des Gleithangs der Minheimer Halbinsel, etwa 2 km vom Dorf Minheim entfernt, wo die 4,5 km lange Schlinge des Moselmäanders eine nur etwa 800 m weite Engstelle hat. Diese bis zu 150 m hoch über die Mosel reichende Engstelle ist in ihrem Zentrum nur leicht nach Süden geneigt und mit Weinbergen bewachsen, aber sowohl nach Osten als auch nach Westen fällt das Gelände in felsigen, bewaldeten Steilhängen abrupt zum Fluss hin ab. Nach Westen sind das die Felsen der Rothlay mit der sogenannten Moselloreley in der Ortsgemeinde Piesport und nach Osten die Felsen der Burglay und Kiemet gegenüber dem Ort Wintrich. Der Bergausläufer hat einen fast 200 m langen Schiefergrat der nach Südosten vorspringt und an dessen äußersten Ende sich ein weithin sichtbarer Felskopf befindet, der den Namen Burglay trägt. Der Fels erreicht eine maximale Höhe von etwas mehr als 210 m ü. NN und liegt damit etwa 105 m über dem Moselniveau, 200 m vom nächsten Ufer entfernt. Von oberhalb der Burglay führt ein unbefestigter Weg über den Felsgrat zu einer Art Vorplatz, der mit der praktisch senkrechten, bis zu 2,4 m hohen, nördlichen Felswand der Burglay abschließt. Ein weiterer Weg, der von der nahen Kreisstraße in einer langen Kurve ebenerdig mitten durch die Weinberge führt, endet an derselben Stelle. In dieser Sackgassenlage wird der Platz vor dem Felsen als Wendehammer dieser modernen Wirtschaftswege genutzt. Spuren im Nordost-Hang lassen vermuten, dass sich dort einmal ein Abschnittsgraben in einem kleinen Bergsattel befand, der erst in jüngerer Zeit bei Wegebauarbeiten beseitigt, bzw. durch das Abladen von Müll weitgehend zugeschüttet wurde.
Die hohen Wände des Felssporns weisen an mehreren Stellen von allen Seiten Bearbeitungsspuren auf. An der Nordwest-Flanke befinden sich unmittelbar an der Felskante in regelmäßigen Abständen von 1,70 m zirka 50 cm breite, bis zu 1,80 m tiefe Pfostenschlitze, die der Rest einer ehemaligen Palisade sein könnten. An der Südost-Spitze und im steilen Nordost-Hang, dicht unterhalb der Gipfelfläche, finden sich Spuren stufenförmig angelegter Felskammern. Zur Moselseite, nach Südosten ist die Felswand zu einem kaum überwindbaren Hindernis senkrecht abgeschrotet. Das Abschroten war eine in der Antike und dem Mittelalter angewandte Technik des Steinbrechens in großen Quadern. Dabei wurden oben, unten und an einer Seite tiefe horizontale und vertikale Schlitze – Schrote genannt – keilförmig in das anstehende Gestein getrieben. In die zweite Seite wurden einzelne Keiltaschen eingearbeitet. Durch Einschlagen eiserner Keile brach der Stein auch an der Rückseite, sodass ein ganzer Steinquader herausgelöst – abgeschrotet –  werden konnte.
Der Felssporn ist über seine hohen, steilen Wände nur schwer besteigbar. Da er aber nach der letzten Jahrhundertwende als Aussichtspunkt für Wanderer erschlossen wurde, hat er heute an den Stellen, über die er vorher mühsam erkletterbar war, leicht begehbare Treppen. Oben auf dem Felskopf befindet sich eine 20 × 30 m große, leicht nach Südosten abfallende Ebene, die den Innenraum der Höhensiedlung darstellt. Die identifizierte Siedlungsfläche beträgt zusammen mit weiteren an den Felskopf angrenzenden Flächen insgesamt 820 m².
Von der Burglay aus kann ein rund 5 km langer Abschnitt des Moseltals (zwischen den Flusskilometern 143 und 138) überblickt werden: Nach Norden ca. 3 km bis zu den Orten Kesten und Filzen, nach Osten der Ort Wintrich mit den Flanken der Hunsrückhöhen in ca. 1 bis 2 km Entfernung, nach Süden ca. 2 km bis fast zum Scheitelpunkt der Minheimer Moselschleife. In Wintrich, im Blickfeld am gegenüberliegenden Ufer, lag in 600 bis 700 m Entfernung die nächste römische Siedlung. In westliche Richtungen wird der obere Abschnitt der Minheimer Halbinsel überblickt und ein Abschnitt des Wegs, der von Piesport, einer weiteren ehemaligen römischen Siedlung, dorthin führt.

Das Blickfeld der Minheimer Burglay
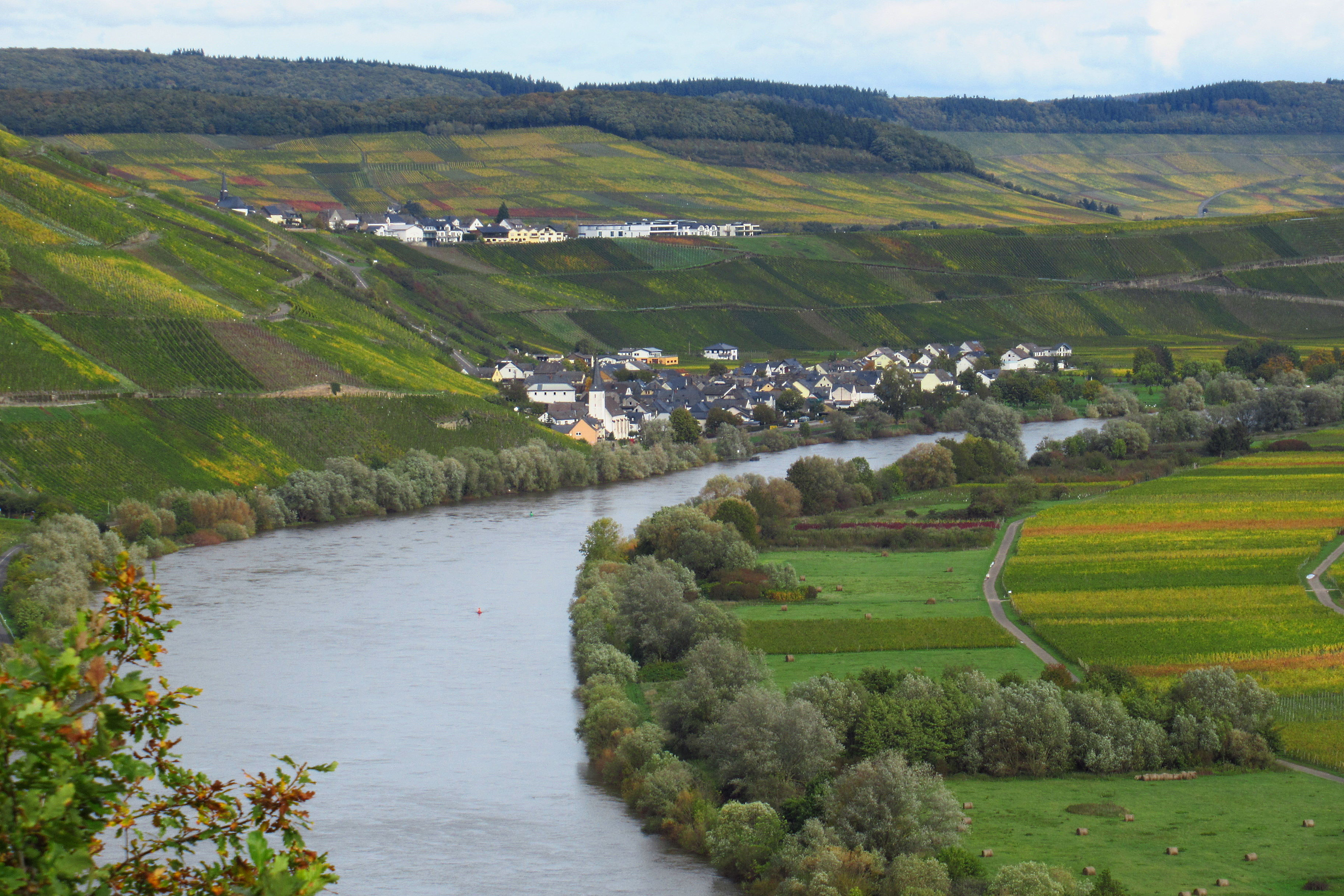
Blick nach Norden: Im Tal Kesten (Entfernung ca. 2 km[3]), wo es eine römische Siedlung gegeben hat, die vielleicht Castanidum, oder Castandum villam hieß.[7][8] Auf der Höhe Monzel, wo ebenfalls eine römische Siedlung nachgewiesen wurde.
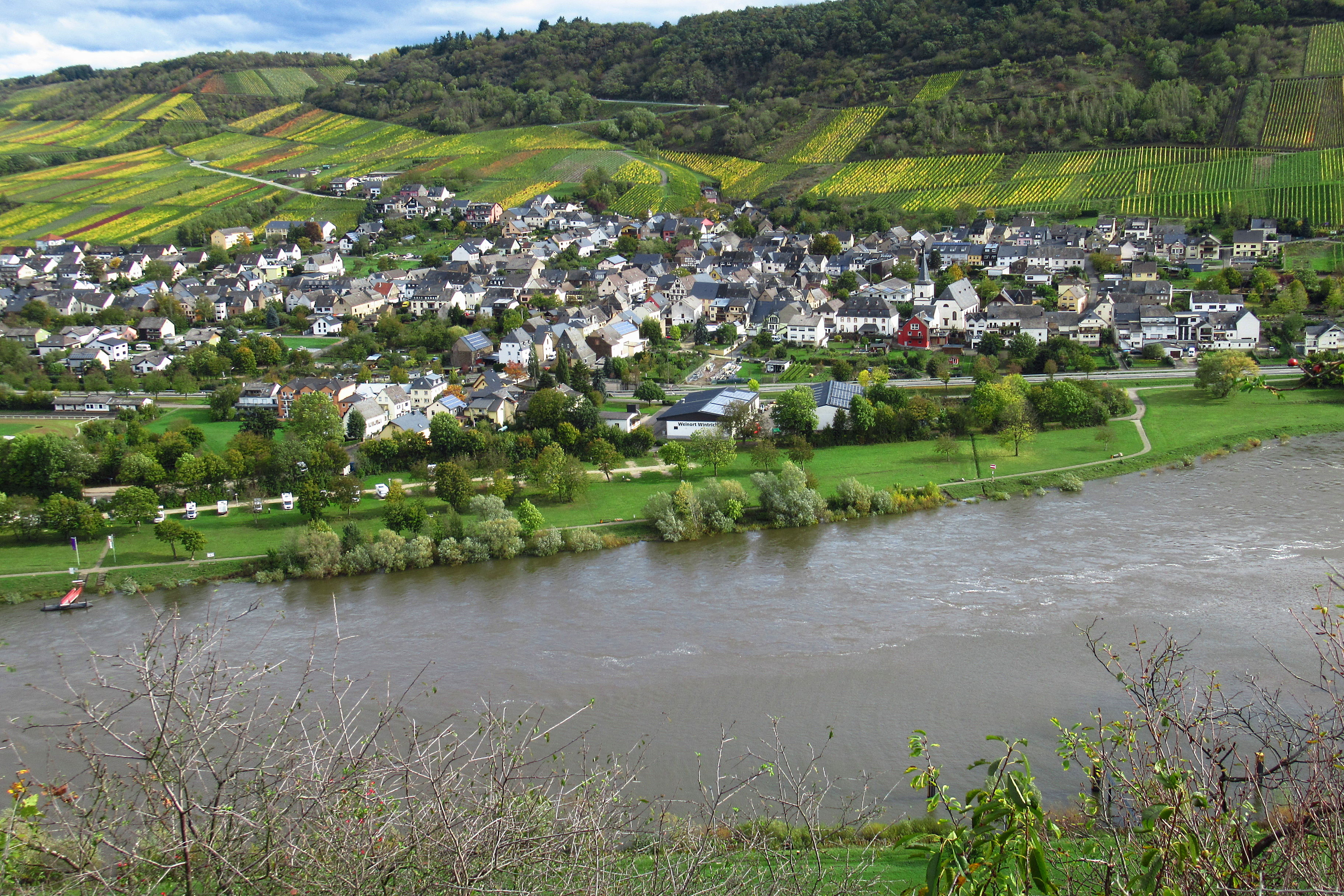
Blick nach Osten: Ortsgemeinde Wintrich, wo sich von der Burglay aus gut überblickbar, rund um die heutige Kirche (Entfernung ca. 600 m[3]) am gegenüberliegenden Moselufer die nächstgelegene römische Siedlung befand.[10] Sie soll Vindriacum geheißen haben.
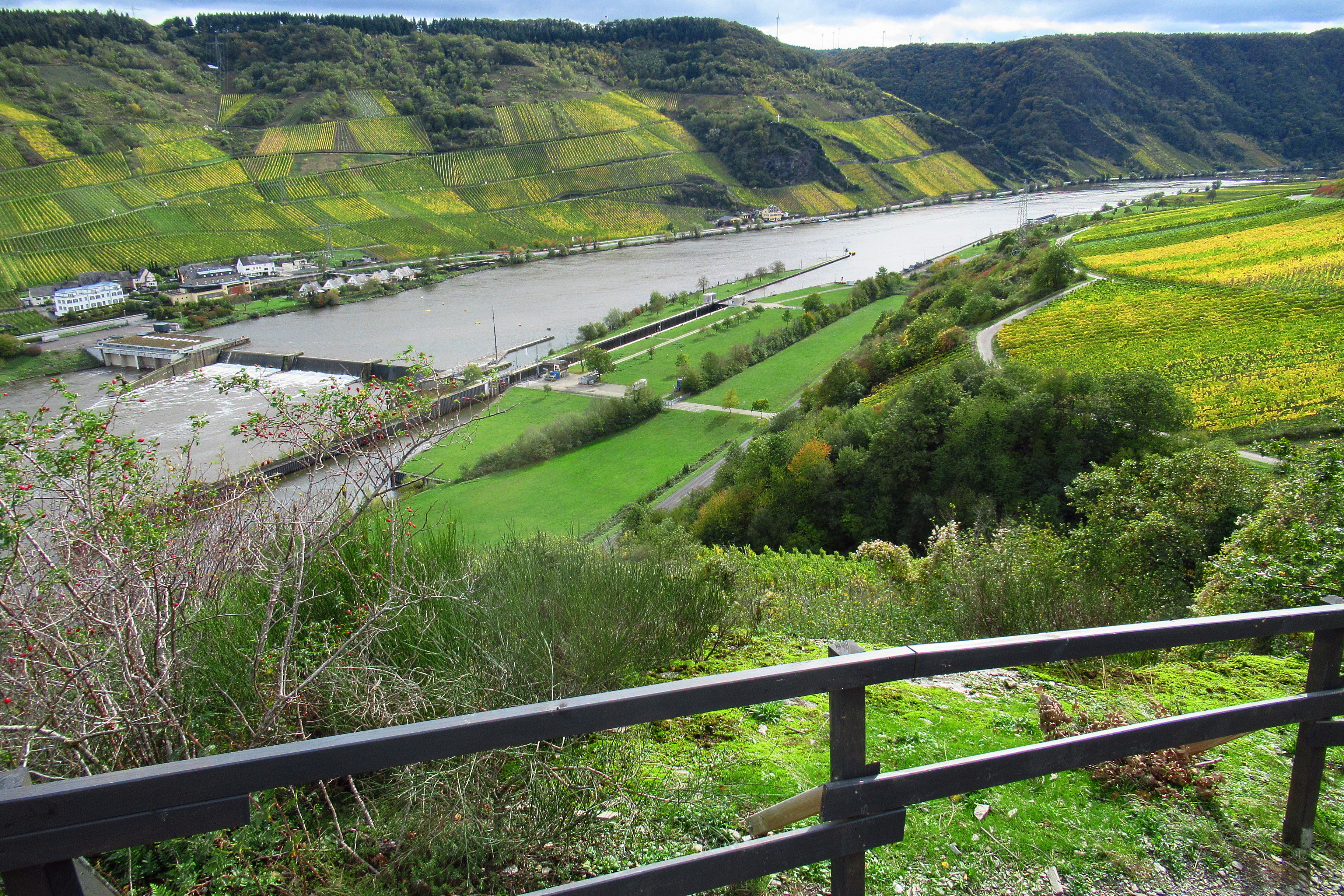
Blick nach Süden: Bereich der Staustufe Wintrich (Entfernung ca. 450 m[3]).
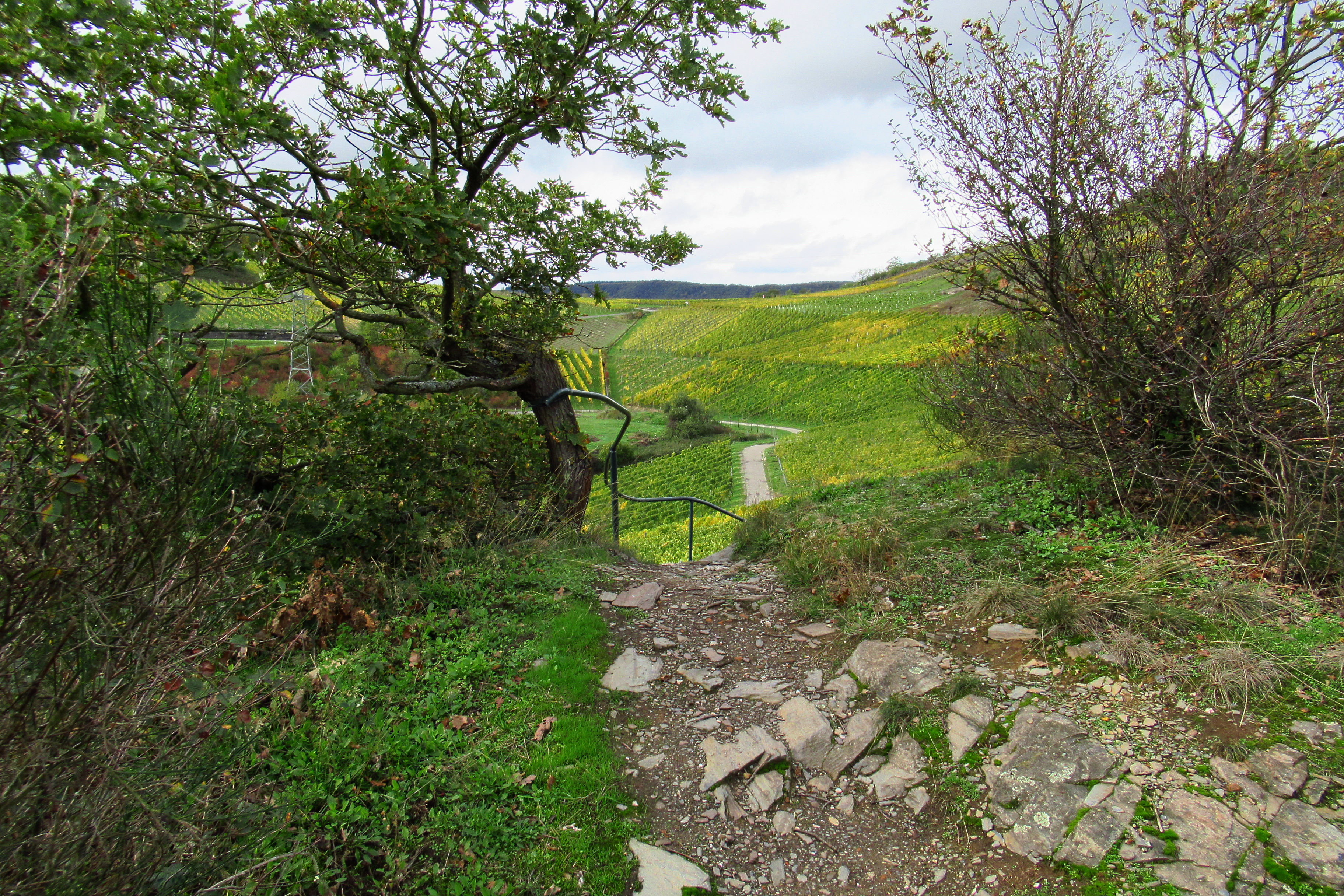
Blick nach Westen: Am höchsten Punkt des Felskopfs der Burglay. Erdgeschichtlich handelt es sich dabei um den Talboden der Mosel aus der Ära der mittleren Moselterrasse[4] vor grob einer halben Million Jahren. In ca. 500 m Entfernung fällt hinter dem Horizont ein Steilhang ins Tal ab, wo die Gemeinde Piesport liegt[3] und es mehrere römische Siedlungen,[12] eine Kelteranlage[13] und eine befestigte überregionale Straße[14] mit einem Moselübergang gab.

## Erforschung und Geschichte
Es sind keine schriftlichen Überlieferungen zur Höhensiedlung der Burglay bekannt. Einen allgemeinen Hinweis auf befestigte Höhensiedlungen an der Mosel gibt es lediglich im Gedicht Mosella von Ausonius. Er spricht darin von „Moeniaque antiquis te prospectantia muris“, d. h. „Zu dir (Mosel) herunterblickende Bauwerke aus alten Mauern“. Wobei völlig offenbleibt, welches Bauwerk er eigentlich damit gemeint hat.
Die älteste bekannte Erwähnung findet die Burglay in einer Volkserzählung die der Schriftsteller Friedrich Wilhelm Carové im Sommer 1816 an der Mosel aufzeichnete. Es heißt darin: „Gegen Winterich [Wintrich] über liegen auf einem Felsenrücken die bemooßten Trümmer einer alten Burg, welche d[ie] Leute die Burglay nennen.“ Das Wort „Lay“ und seine Abwandlungen „Lei“ oder „Ley“ bezeichnet im Rheinland, wozu auch die Mosel gehört, Schiefer, Fels oder Stein. Dieses Wort war schon vor dem 15. Jahrhundert im Mittelhochdeutschen geläufig und es könnte seinen Ursprung im etruskischen „law“ haben. Der Name Burglay hat also die Bedeutung „Felsenburg“ oder der „(Schiefer-)Felsen der Burg“.
Eine erste Beschreibung der Burglay durch den Altertumsforscher Pfarrer Philipp Schmitt erschien 1836, nachdem er den Ort wahrscheinlich schon zwischen 1827 und 1833 besucht und die einheimische Bevölkerung darüber befragt hatte. Der von einem Bach durchflossene Steillagengraben, der die Südflanke der Burglay von ihrem Fuß am Moselufer bis fast auf die Höhe der Rothlay bildet, war damals mit einem Eichenwald bewachsen. Er trug den Namen Zentengraben, weswegen vermutet wurde, dass er im Mittelalter möglicherweise die Grenze der Minheimer Zentnerei gewesen sein könnte. Am Zugang zum Felskopf befand sich ein Graben, der Schanzengraben genannt wurde. Eine Schanze oder ein Wall war dort nicht vorhanden. Er sei fast sechs Schritt breit und früher noch viel tiefer gewesen. Ihm wurde berichtet, dass dort eine hohle, eiserne dreipfündige Kugel gefunden worden wäre. Auf dem Felskopf, dessen Ausdehnung er mit 64 Quadratschritten angibt, fand er keine Mauern vor und nur wenige Stücke weißen Sandstein und fast keine Schiefersteine. Besondere Überbleibsel, wie er schreibt, deuteten auf ein hohes Alter hin. In der örtlichen Bevölkerung konnte sich niemand daran erinnern, dass die Burglay jemals anders ausgesehen hätte. Außer der volkstümlichen Sage von der Burg, die er verwarf, und der besonderen Topographie, die sich als Beobachtungs- oder Verteidigungspunkt eignete, deutete damals nichts auf eine mögliche Besiedlung hin.
Am 26. April 1834 wurde am Mosel-Leinpfad unterhalb der Burglay beim Abtragen eines vorspringenden Hügels ein Sandsteinsarg mit Knochenresten und Seidenstoff gefunden. Bei der Fundstelle führte der sogenannte Michelspfad vom Ufer durch die Weinberge bergauf, ein heute befahrbarer Weinbergsweg über den die Burglay zu erreichen ist. Dieses und zwei später (1898 und 1974) etwa 200 m vom Felskopf entdeckte Körpergräber mit Steinsärgen wurden als römisch gedeutet.
Fast einhundert Jahre später, um 1932, wurde der Bergsporn nochmals von Altertumsforschern untersucht, die auf der Suche nach antiken Festungen in der Region aufgrund des Lagenamens darauf aufmerksam geworden waren. Das von der einheimischen Bevölkerung verwendete Toponym für den Felssporn war „die Burg“ und für die Lage, insbesondere auf den westlichen Seiten, davon „Auf der Burglay“, letzteres hat dann auch Eingang in amtliche Karten gefunden.
In den frühen Forschungen der 1930er Jahre wurde die Höhensiedlung der Burglay noch nicht als römischen Ursprungs erkannt. Selbst bei den als römisch verstandenen Gräbern wurde spekuliert, ob eines davon nicht doch merowingisch sein sollte. Erst in den 1970er Jahren, als immer mehr spätrömische Siedlungen entdeckt und zeitlich eingeordnet worden waren, verfestigte sich das Bild, dass die Römer bald nach dem Limesfall und dem Rückzug aus dem rechtsrheinischen Gebiet, der bis ca. 275 n. Chr. abgeschlossen war, verteilt über die Mittelgebirgsregionen des damaligen Nordgallien damit begonnen hatten, befestigte Höhensiedlungen zu errichten. Das Siedlungsgebiet umfasste vom heutigen Deutschland die linksrheinischen Regionen Eifel, Mosel, Hunsrück und Pfalz sowie die Nachbarländer Luxemburg und teilweise Frankreich und Belgien. Eine sogenannte Höhensiedlung wird verstanden als jedwede auf einer natürlich geschützten, d. h. fortifikatorisch durch Felswände, Steilhänge, Täler, Bach- oder Flussläufe begünstigten Höhe angelegte und daher leicht zu befestigende Siedlung. Diese Siedlungsform, die vorher von den Römern so noch nicht angelegt worden war, entstand vermutlich aus einem Bedürfnis nach mehr Schutz in der oft unsicheren und unruhigen Epoche vor dem endgültigen Niedergang des Weströmischen Reiches, die auch gemeinhin als die sogenannte Zeit der Völkerwanderung bezeichnet wird.
Die Höhensiedlung der Burglay entstand in der 1. Hälfte des 4. Jahrhunderts n. Chr. Das schließen Archäologen aus dem bisher ältesten am Ort gefundenen Gegenstand, einer Gürtelbronze (Nielloverzierter Kerbschnittbeschlag), die aufgrund ihres Designs auf die 2. Hälfte des 4. Jahrhunderts datiert wurde und möglicherweise sogar aus der Zeit um 300 n. Chr. stammt. Einige Keramikfunde ließen sich ebenfalls der Zeit vor der Mitte des 4. Jahrhunderts zuordnen.
Zu dieser Zeit gehörte die Burglay zum Gebiet der Provinz Belgica I (Belgica Prima) und Trier, damals Augusta Treverorum genannt, war zur Residenzstadt des weströmischen Kaisers erhoben worden. Entlang der Mosel, von der Mündung in den Rhein bis nach Trier, entstand auf den Höhen unmittelbar am Fluss und am Eingang einiger Seitentäler eine regelrechte Kette von bisher 22 bekannten Höhensiedlungen. Sie wurden als Teile eines einheitlich geplanten Verteidigungssystems zum Schutz des Hinterlandes der Rheingrenze und der Kaiserresidenz angesehen, die von regulärem Militär genutzt wurden. Gestützt wird diese Annahme durch den Fund von Militaria, die auf die Anwesenheit römischen Militärs schließen lassen. Auf der Burglay waren das Gürtel- und Waffenteile, spätantike Terra Sigillata und gestempelte Ziegelreste.
Es wird aber auch argumentiert, dass die Burglay, wie die meisten anderen spätrömischen Höhensiedlungen der Moselkette, aufgrund ihrer Position und Lage keine effektive Kontroll- und Sperrfunktionen für die Mosel-Route gehabt hätte. Der Fluss war zwar schiffbar (siehe Neumagener Weinschiff), aber es gab entlang des Ufers keine durchgängig ausgebaute Straße, anders als über die Höhenebenen der Eifel und des Hunsrücks. Wegen der vielen Flussschleifen, die die zurückzulegende Strecke erheblich verlängern, wäre das Moseltal für potenzielle Angreifer als Einfallsweg in Richtung Trier wesentlich weniger geeignet gewesen als diese benachbarten Landschaften. Eine intensive Überwachung oder gar Sperrung der Moselroute wäre dementsprechend unnötig gewesen. Dazu kommt, dass die Siedlung mit nur 820 m² Fläche zu klein für eine größere militärische Einheit gewesen wäre und dass die Entfernung bis zum Moselufer zu groß war, um effektiv durch Beschuss o. Ä. sperren zu können. Stattdessen wird hervorgehoben, dass es sich bei der Moselregion um ein wirtschaftlich sehr aktives ländliches Gebiet handelte. So gab es allein in der Umgebung der Burglay, in einem Radius von weniger als 5 km, mehrere römische Kelteranlagen und Siedlungen im Tal. Wahrscheinlich wäre die Burglay durch ihre optische Präsenz auf dem weithin sichtbaren Felskopf eher Zeichen der Repräsentation einer lokalen Elite gewesen, die einen zweiten gesicherten Sitz neben einem bereits vorhandenen Repräsentationsort unterhielt. In dem repräsentativen Schutzbau hätten aber durchaus nicht näher zu bezeichnende Militärangehörige zeitweilig Posten bezogen.
Für eine zivile Nutzung spricht auch ein römisches Bronzegewicht von einem halben römischen Pfund (ca. 163 g), das erst 1988 auf der Burglay gefunden wurde. Das Gewicht besteht aus einer Platte, die auf ihrer Vorderseite in einem Streifen entlang der Ränder mit filigran eingravierten Weinranken und Trauben verziert ist. In einem Quadrat im Zentrum stehen die Buchstaben Alpha und Omega zwischen einem Christogramm oberhalb und einem Palmzweig unterhalb. Diese Darstellung legt zudem nahe, dass die Bewohner der Burglay bereits christliche Glaubensvorstellungen teilten.
Es bleibt ungeklärt, ob die Höhensiedlung der Burglay auf staatliche oder private Initiative errichtet und belegt wurde und welche Rolle dabei die Militärangehörigen hatten, die sich dort aufhielten. Sie war aber im Vergleich mit anderen spätrömischen Höhensiedlungen in der Region Eifel/Mosel/Hunsrück ein länger besetzter Platz. Es wurde eine Brandschicht mit späten Sigillaten gefunden, die darauf hinweist, dass die Höhensiedlung der Burglay Mitte des 5. Jahrhunderts durch Feuer zerstört wurde. Das fällt zeitlich zusammen mit dem Fall des Weströmischen Reiches und dem Ende der letzten römischen Höhensiedlungen in Nordgallien. Zwar wurden vereinzelt die verlassenen Höhensiedlungen im Mittelalter wieder aufgebaut, so wie es mit den nahe gelegenen Burgen Schloss Veldenz (7 km entfernt) und Burg Landshut (10 km entfernt) geschehen ist, aber die Minheimer Burglay blieb seither aufgegeben.